# Lamotrigine

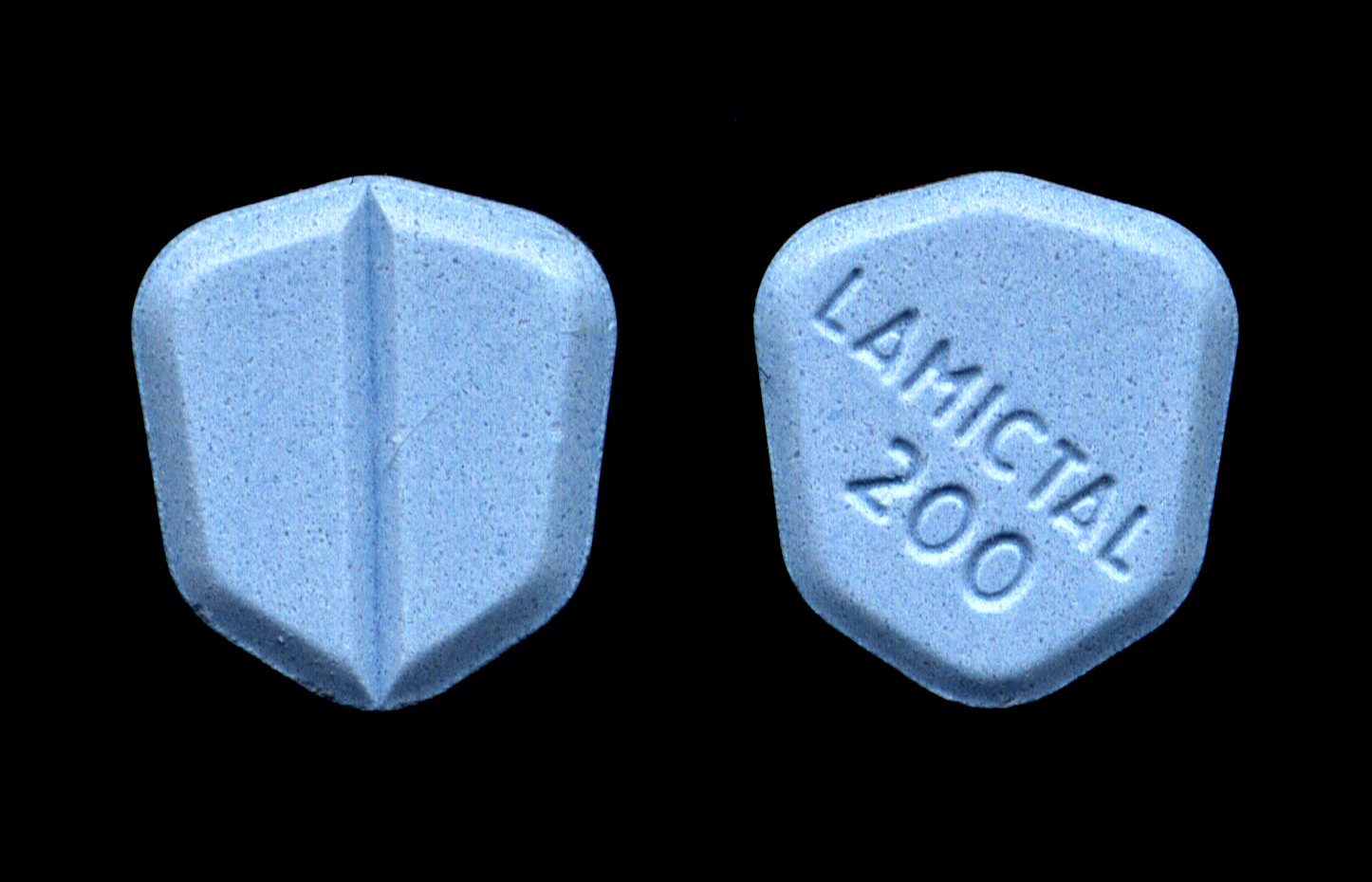
Comprimé de Lamictal 200 mg

La lamotrigine est un antiépileptique utilisé en médecine humaine pour deux indications principales : la prévention des crises épileptiques, et la prévention des épisodes dépressifs dans la bipolarité et le trouble de la personnalité borderline.
Cette molécule est actuellement considérée comme étant l'une des plus efficaces dans la prévention des troubles de l'humeur et notamment sur les phases dépressives des troubles bipolaires. Cette même molécule est également utilisée dans le traitement de la dépression sévère quand les antidépresseurs ne s'avèrent pas suffisants. Contrairement aux antidépresseurs, la lamotrigine ne provoque pas ou peu de virage maniaque. Les recommandations américaines (guidelines) et notamment celles de l'APA, préconisent l'utilisation de la lamotrigine en première ligne dans les phases dépressives. Il a également un effet de prévention des récidives dépressives.

## Mode d'administration
Chez l'adulte la posologie habituellement efficace est de 100 mg par 24 heures. C'est la plupart du temps la posologie visée en première intention chez l'adulte, mais il est parfois nécessaire de l'augmenter en fonction de la réponse clinique. La posologie efficace doit être atteinte progressivement, par paliers de 25 mg tous les quinze jours, afin d'éviter des effets indésirables dermatologiques  pouvant être graves.

## Pharmacovigilance et effets secondaires
Parmi les effets indésirables fréquents (pharmacologiquement parlant, soit entre 1 personne sur 100 et 1 personne sur 10) sont relevés, les maux de tête, des étourdissements, des nausées et l'insomnie. D'autres effets secondaires plus rares existent tels que l'acné et d'autres irritations de la peau, des rêves ou des cauchemars, des sueurs nocturnes, des douleurs et crampes musculaires, une fatigue, des troubles de la mémoire, une irritabilité, une perte de cheveux, une modification de la libido, des mictions fréquentes, etc..
Dans des cas exceptionnels, la lamotrigine peut provoquer le développement de deux syndromes éruptifs cutanés grave, le syndrome de Stevens-Johnson et le syndrome de Lyell. Lors de la prise de lamotrigine le risque de survenue de ces éruptions cutanées est bien plus élevé chez l'enfant que chez l'adulte. Ce risque est également majoré chez les patients suivant ou ayant suivi récemment un traitement par le valproate de sodium (il y a une compétition lors de l'élimination des deux molécules au profit du valproate, retardant l'élimination de la lamotrigine, et augmentant la concentration sanguine de cette dernière). Dans les essais cliniques, les femmes seraient plus susceptibles que les hommes de développer des effets secondaires. Même si la majorité des patients guérissent de ces effets indésirables à l'arrêt du traitement par la lamotrigine, certains ont présenté des séquelles irréversibles et dans de très rares cas le syndrome de Lyell peut potentiellement être létal, mais il n'y a à ce jour qu'un seul cas de décès lié à la prise de lamotrigine.
L'utilisation de la lamotrigine pendant la grossesse n'est envisagée qu'après avoir pesé le rapport bénéfice sur risques, compte tenu du nombre d'effets secondaires et de la gravité de certains d'entre eux. En effet la molécule de lamotrigine franchit la barrière placentaire.
En septembre 2006, la chaîne de télévision américaine CNN a rapporté que la prise de Lamictal au cours du premier trimestre de la grossesse peut provoquer une fente palatine chez les nourrissons. La lamotrigine passant dans le lait maternel, l'allaitement est contre-indiqué durant le traitement.
En France, la lamotrigine a reçu son autorisation de mise sur le marché (AMM) en 2002. Un générique a été commercialisé dès janvier 2007, mais déconseillé par l'association Ligue française contre l'épilepsie et par des professionnels de la santé du fait que, même si la molécule active est identique, les excipients peuvent différer et l'équivalence (tout comme la non-équivalence) des différentes spécialités commerciales n'a pas été prouvée en termes d'efficacité et le changement de spécialité pourrait avoir une incidence notable sur l'efficacité du traitement (en particulier de l'épilepsie), il est donc conseillé aux patients utilisant un médicament donné (qu'il soit propriétaire ou générique) de ne pas en changer. En effet, les excipients du générique ne permettraient pas la même vitesse d'absorption de la molécule active par l'organisme et n'offriraient pas la même disponibilité pharmacologique de celle-ci à la zone ciblée.
Dans le contexte concurrentiel dû à l'apparition de génériques sur le marché, le prix de vente de la spécialité Lamictal a chuté d'environ 12 % en février 2007[réf. nécessaire].